# Ablabesmyia pectinata
Ablabesmyia pectinata es una especie de insecto díptero del género Ablabesmyia, familia Chironomidae.

Fue descrito por primera vez en 1953 por Botnariuc. 

## Distribución
Se distribuye por Bulgaria.